# Герстер, Андреас
А́ндреас Ге́рстер (нем. Andreas Gerster; род. 24 ноября 1982, Вадуц) — лихтенштейнский футболист и футбольный тренер, полузащитник. Выступал за сборную Лихтенштейна.

## Клубная карьера
На взрослом уровне начал выступать в лихтенштейнском клубе «Вадуц», дебютный матч сыграл в 18-летнем возрасте в сезоне 2001/02. В течение пяти сезонов играл за «Вадуц» и за это время провёл 101 матч во втором дивизионе Швейцарии. В сезоне 2006/07 перешёл в австрийский клуб второго дивизиона «Хартберг», где сыграл лишь 7 матчей и на следующий год вернулся в Лихтенштейн. В дальнейшем играл за клубы низших дивизионов «Эшен-Маурен» и «Тризенберг».
В июне 2011 года Герстер объявил о завершении игровой карьеры и уехал в Нигерию в качестве детского тренера-волонтёра. В течение полутора лет он работал тренером в городе Кадуна вместе со своими бывшими коллегами по сборной Лихтенштейна Ронни Бюхелем, Фабио Д’Элиа, Симоном Нушем и итальянским горнолыжником Стефаном Танеи.
Летом 2013 года Герстер вернулся в Лихтенштейн, возобновил игровую карьеру и отыграл полсезона за «Тризенберг», а в конце года перешёл на тренерскую работу в своём клубе.

## Международная карьера
С 2001 по 2009 год Андреас Герстер сыграл 38 матчей за сборную Лихтенштейна.